# Шварц, Бенуа
Бенуа́ Франсуа́ Домини́к Шварц ван Бе́ркель (фр. Benoît François Dominique Schwarz-van Berkel, урожд. Шварц (фр. Schwarz); род. 19 августа 1991, Цюрих) — швейцарский кёрлингист.
В составе мужской команды Швейцарии участник зимних Олимпийских игр 2014, 2018 и 2022 (лучший результат — бронзовые призёры в 2018); участник чемпионатов мира (серебряные призёры в 2025 и пятикратные бронзовые призёры), чемпионатов Европы (чемпионы в 2013). Семикратный чемпион Швейцарии среди мужчин. В составе юниорской мужской сборной участник трёх чемпионатов мира (чемпионы в 2010), чемпион Зимнего европейского юношеского Олимпийского фестиваля 2009.
В «классическом» кёрлинге (команда из четырёх человек одного пола) играет на позиции четвёртого.

## Достижения
- Зимние Олимпийские игры: бронза (2018).
- Чемпионат мира по кёрлингу среди мужчин: серебро (2025), бронза (2014, 2017, 2019, 2021, 2023).
- Чемпионат Европы по кёрлингу: золото (2013), серебро (2015, 2022), бронза (2016, 2017, 2023).
- Чемпионат Швейцарии по кёрлингу среди мужчин: золото (2014, 2017, 2019, 2021, 2023, 2024, 2025), серебро (2016, 2020), бронза (2013, 2015).
- Чемпионат Швейцарии по кёрлингу среди смешанных команд: серебро (2012).
- Чемпионат Швейцарии по кёрлингу среди смешанных пар: бронза (2021).
- Чемпионат мира по кёрлингу среди юниоров: золото (2010), серебро (2011).
- Зимний европейский юношеский Олимпийский фестиваль: золото (2009).
- Чемпионат Швейцарии по кёрлингу среди юниоров: серебро (2010, 2011).

## Команды
| Сезон                                               | Четвёртый               | Третий           | Второй           | Первый            | Запасной | Турниры                                                                  |
| --------------------------------------------------- | ----------------------- | ---------------- | ---------------- | ----------------- | --- | ------------------------------------------------------------------------ |
| 2008—09                                             | Рогер Гулька            | Доминик Мерки    | Даниэль Шифферли | Бенуа Шварц       | Рафаэль Мерки тренер: Allen Gulka                                                                                    | ЗЕЮОФ 2009                                                               |
| 2009—10                                             | Бенуа Шварц             | Петер де Круз    | Рогер Гулька     | Валентин Таннер   | Доминик Мерки | ЧШЮ 2010 · ЧМЮ 2010                                                      |
| 2010—11                                             | Бенуа Шварц             | Петер де Круз    | Рогер Гулька     | Валентин Таннер   | Доминик Мерки | ЧШЮ 2011 · ЧМЮ 2011                                                      |
| 2011—12                                             | Доминик Мерки           | Даниэль Шифферли | Patrick Kaser    | Рафаэль Мерки     | Бенуа Шварц тренер: Пиус Маттер                                                                                      | ЧМЮ 2012 (6 место)                                                       |
| 2011—12                                             | Бенуа Шварц             | Петер де Круз    | Gilles Vuille    | Валентин Таннер   | Yannick Renggli тренер: Yannick Renggli                                                                              | ЧШМ 2012 (4 место)                                                       |
| 2011—12                                             | Тони Мюллер             | Ян Хаузер        | Марко Рамштайн   | Юрг Бамерт        | Бенуа Шварц тренер: Андреас Шваллер                                                                                  | ЧМ 2012 (9 место)                                                        |
| 2012—13                                             | Бенуа Шварц             | Петер де Круз    | Доминик Мерки    | Валентин Таннер   | Клаудио Пеша | ЧШМ 2013                                                                 |
| 2012—13                                             | Свен Михель             | Клаудио Пец      | Сандро Тролье    | Симон Гемпелер    | Бенуа Шварц тренер: Роберт Хюрлиман                                                                                  | ЧМ 2013 (7 место)                                                        |
| 2013—14                                             | Свен Михель             | Клаудио Пец      | Сандро Тролье    | Симон Гемпелер    | Бенуа Шварц тренер: Роберт Хюрлиман                                                                                  | ЧЕ 2013 · ЗОИ 2014 (8 место)                                             |
| 2013—14                                             | Бенуа Шварц             | Петер де Круз    | Доминик Мерки    | Валентин Таннер   | Клаудио Пеша (ЧШМ) Симон Штрюбин (ЧШМ) Клаудио Пец (ЧМ) тренер: Клаудио Пеша                                         | ЧШМ 2014 · ЧМ 2014                                                       |
| 2014—15                                             | Бенуа Шварц             | Петер де Круз    | Клаудио Пец      | Валентин Таннер   | | ЧШМ 2015                                                                 |
| 2015—16                                             | Бенуа Шварц             | Клаудио Пец      | Петер де Круз    | Валентин Таннер   | Михаэль Пробст (ЧЕ), Клаудио Пеша (ЧШМ) тренер: Клаудио Пеша                                                         | ЧЕ 2015 · ЧШМ 2016                                                       |
| 2016—17                                             | Бенуа Шварц             | Клаудио Пец      | Петер де Круз    | Валентин Таннер   | Рето Гриби (ЧЕ) Романо Майер (ЧМ) тренер: Клаудио Пеша                                                               | ЧЕ 2016 · ЧШМ 2017 · ЧМ 2017                                             |
| 2017—18                                             | Бенуа Шварц             | Клаудио Пец      | Петер де Круз    | Валентин Таннер   | Доминик Мерки тренер: Клаудио Пеша                                                                                   | ЧЕ 2017 · ЗОИ 2018                                                       |
| 2018—19                                             | Бенуа Шварц             | Свен Михель      | Петер де Круз    | Валентин Таннер   | Симон Гемпелер (ЧЕ) Клаудио Пец (ЧШМ, ЧМ) тренеры: Андреас Шваллер (ЧЕ), Томас Липс (КМ, ЧЕ, ЧМ), Heinz Müller (ЧШМ) | КМ 2018/19 (1 этап) · (4 место) · ЧЕ 2018 (6 место) · ЧШМ 2019 · ЧМ 2019 |
| 2019—20                                             | Бенуа Шварц             | Свен Михель      | Петер де Круз    | Валентин Таннер   | | ЧШМ 2020                                                                 |
| 2020—21                                             | Бенуа Шварц             | Свен Михель      | Петер де Круз    | Валентин Таннер   | Пабло Лаша (ЧМ) тренер: Ховард Вад Петерссон                                                                         | ЧШМ 2021 · ЧМ 2021                                                       |
| 2021—22                                             | Бенуа Шварц             | Свен Михель      | Петер де Круз    | Валентин Таннер   | Пабло Лаша (ЧЕ, ЗОИ) тренер: Ховард Вад Петерссон (ЧЕ, ЗОИ)                                                          | ЧЕ 2021 (5 место) ЗОИ 2022 (7 место) ЧШМ 2022 (4 место)                  |
| 2022—23                                             | Бенуа Шварц             | Янник Шваллер    | Свен Михель      | Пабло Лаша        | тренер: Ховард Вад Петерссон                                                                                         | ЧЕ 2022 · ЧШМ 2023 · ЧМ 2023                                             |
| 2023—24                                             | Бенуа Шварц             | Янник Шваллер    | Свен Михель      | Пабло Лаша        | Ким Шваллер (ЧЕ), Том Винкельхаузен (ЧМ) тренер: Ховард Вад Петерссон                                                | ЧЕ 2023 · ЧШМ 2024 · ЧМ 2024 (7 место)                                   |
| 2024—25                                             | Бенуа Шварц ван Беркель | Янник Шваллер    | Свен Михель      | Пабло Лаша-Кушпен | Том Винкельхаузен (ЧЕ) Ким Шваллер (ЧМ) тренер: Ховард Вад Петерссон                                                 | ЧЕ 2024 (4 место) · ЧШМ 2025 · ЧМ 2025                                   |
| Кёрлинг среди смешанных команд (mixed curling)      |                         |                  |                  |                   | |                                                                          |
| 2011—12                                             | Mike Reid               | Мишель Ягги      | Бенуа Шварц      | Stéphanie Jäggi   | Доминик Мерки | ЧШСК 2012                                                                |
| 2014—15                                             | Бенуа Шварц             | Ирене Шори       | Кевин Вундерлин  | Нора Бауман       | | ЧШСК 2015 (5 место)                                                      |
| 2016—17                                             | Бенуа Шварц             | Елена Штерн      | Романо Майер     | Lisa Gisler       | Paddy Käser | ЧШСК 2017 (7 место)                                                      |
| Кёрлинг среди смешанных пар (mixed doubles curling) |                         |                  |                  |                   | |                                                                          |
| 2019—20                                             | Елена Штерн             | Бенуа Шварц      |                  |                   | | ЧШСП 2020 (7 место)                                                      |
| 2020—21                                             | Сильвана Тиринцони      | Бенуа Шварц      |                  |                   | тренер: Пьер Шаретт                                                                                                  | ЧШСП 2021                                                                |

(скипы выделены полужирным шрифтом)

## Частная жизнь
Женат, жена — швейцарская пловчиха Мартина ван Беркель (англ. Martina van Berkel, участница соревнований по плаванию на летних Олимпийских играх 2012.
Студент, изучает бизнес-администрирование.
Начал заниматься кёрлингом в 2005, в возрасте 14 лет.